# Elvis Gregory
Elvis Gregory Gil (L'Avana, 18 maggio 1971) è uno schermidore cubano, vincitore di una medaglia d'argento e due di bronzo nella scherma ai giochi olimpici.

## Biografia
Nel 2000, al termine delle Olimpiadi di Sydney, è riuscito a migrare in Italia, dove vive e lavora.
Elvis Gregory è attualmente uno dei maestri di fioretto nel Club Scherma Roma, una delle società più medagliate d'Italia, e continua l'attività agonistica nelle competizioni Master e Veterani.

## Palmarès
In carriera ha conseguito i seguenti risultati:
- Giochi Olimpici:

Barcellona 1992: argento nel fioretto a squadre e bronzo individuale.
Atlanta 1996: bronzo nel fioretto a squadre.
- Mondiali di scherma

Budapest 1991: oro nel fioretto a squadre.
L'Aia 1995: oro nel fioretto a squadre e bronzo individuale.
Città del Capo 1997: argento nel fioretto a squadre.
La Chaux de Fonds 1998: argento nel fioretto individuale.
Nimes 2001: bronzo nel fioretto a squadre.
- Giochi Panamericani:

Indianapolis 1987: oro nel fioretto a squadre e argento individuale.
Mar del Plata 1995: oro nel fioretto a squadre ed individuale.
Winnipeg 1999: oro nel fioretto a squadre e argento individuale.